# Liriomyza inopinata
Liriomyza inopinata är en tvåvingeart som beskrevs av Spencer 1977. Liriomyza inopinata ingår i släktet Liriomyza och familjen minerarflugor. Inga underarter finns listade i Catalogue of Life.